# Dixie Lee
Dixie Lee, właśc. Wilma Winifred Wyatt (ur. 4 listopada 1909 w Harriman, Tennessee, zm. 1 listopada 1952 w Los Angeles, Kalifornia) – amerykańska aktorka, piosenkarka oraz tancerka. Była pierwszą żoną aktora i piosenkarza Binga Crosby’ego. 

## Życiorys
Dixie Lee urodziła się w Harriman (Tennessee), 4 listopada 1909 roku. Po przeprowadzce do Chicago ukończyła Sean High School.
Binga Crosby’ego poznała w wieku 20 lat i pobrali się 29 września 1930 roku w Kościele Najświętszego Sakramentu w Hollywood. Mieli czterech synów, dwóch z nich jako dorośli popełniło samobójstwo.
Dixie zmarła na raka jajnika 1 listopada 1952 roku, trzy dni przed swoimi 43. urodzinami. Została pochowana na Holy Cross Cemetery w Culver City w Kalifornii po Mszy Świętej w Requiem w Kościele Dobrego Pasterza w Beverly Hills 3 listopada 1952 roku.

## Najbliższa rodzina

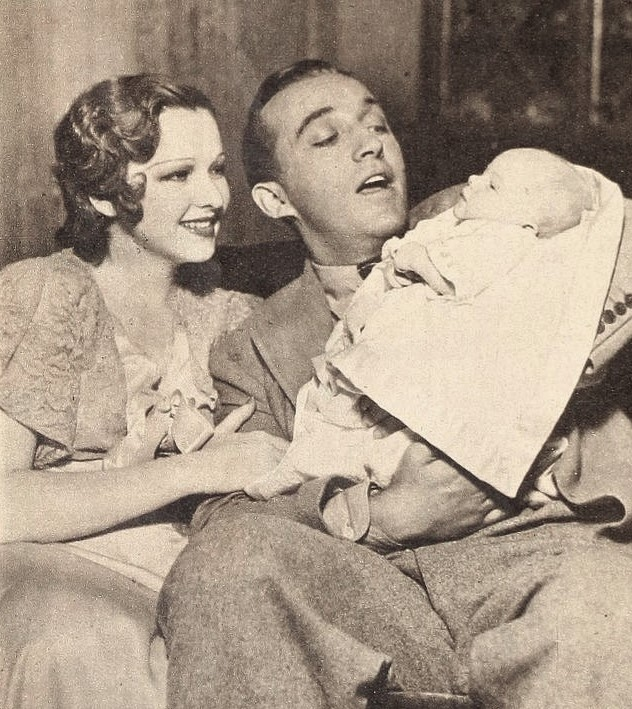
Dixie Lee i jej mąż Bing Crosby oraz ich pierwszy syn Gary (1933)

- Bing Crosby (mąż)
- Gary Crosby (syn)
- Phillip Crosby (syn)
- Dennis Crosby (syn)
- Lindsay Crosby (syn)